# Jocelyn Seagrave
Jocelyn Seagrave (* 9. September 1968 in Bangkok, Thailand) ist eine US-amerikanische Schauspielerin.

## Leben
Die Tochter des Autors Sterling Seagrave feierte ihr Fernsehdebüt 1990 in der Serie Sugarbakers. Von 1991 bis 1994 spielte sie die Julie Camalletti in der Seifenoper Springfield Story. Nach Gastauftritten in den Serien Zeit der Sehnsucht, Palm Beach-Duo, Pointman und Überflieger trat sie 1997 in 13 Folgen von L.A. Affairs als Jessica Mitchell auf. Im Jahr 2003 spielte sie die June McAllister in dem Film Thought Crimes – Tödliche Gedanken und 2005 war sie in einer kleinen Rolle neben Ashton Kutcher in So was wie Liebe zu sehen. Außerdem hatte sie Gastrollen in Charmed – Zauberhafte Hexen und V.I.P. – Die Bodyguards.
Jocelyn Seagrave ist seit 1992 mit Ted Fundoukas verheiratet. Das Paar hat zwei gemeinsame Kinder.

## Filmografie
- 1990: Mann muss nicht sein (Designing Women, Fernsehserie, eine Folge)
- 1990: Valerie (Fernsehserie, eine Folge)
- 1990: They Came from Outer Space (Fernsehserie, eine Folge)
- 1991–1994: Springfield Story (The Guiding Light, Fernsehserie)
- 1994: Zeit der Sehnsucht (Days of our Lives, Fernsehserie)
- 1994: The George Carlin Show (Fernsehserie, eine Folge)
- 1995: Palm Beach-Duo (Silk Stalkings, Fernsehserie, eine Folge)
- 1995: Pointman (Fernsehserie, zwei Folgen)
- 1996: Die Adonis-Falle (If Looks Could Kill, Fernsehfilm)
- 1996: Überflieger (Wings, Fernsehserie, eine Folge)
- 1996: Dome 4 (Assault on Dome 4, Fernsehfilm)
- 1997: Savannah (Fernsehserie, vier Folgen)
- 1997: L.A. Affairs (Pacific Palisades, Fernsehserie, 13 Folgen)
- 1997: Moonbase
- 1998: Fantasy Island (Fernsehserie, eine Folge)
- 1999: Charmed – Zauberhafte Hexen (Charmed, Fernsehserie, eine Folge)
- 2000: Yup Yup Man
- 2001: V.I.P. – Die Bodyguards (V.I.P., Fernsehserie, eine Folge)
- 2003: Thought Crimes – Tödliche Gedanken (Thoughtcrimes)